# 최희도
최희도(1989년 1월 8일 ~ )는 대한민국의 배우, 연극 배우이다.

## 출연작

### 상업영화
- 《정보원》 (2025년)
- 《사냥의 시간》 (2020년) - 경비원2 역
- 《여름방학》 (2018년)
- 《남한산성》 (2017년) - 호샨 역
- 《저사람》 (2017년) - 건달남자 역
- 《밀정》 (2016년) - 식당칸일본남 역

### 독립영화
- 《내가 만난 사람들》 (2025년)
- 《끊는 여자》 (2024년) - 승호 역
- 《어항》 (2023년) - 주연
- 《The Future》 (2023년) - 최미명 역
- 《이 네는 그 네가 아닙니다》 (2021년) - 최희도 역
- 《해피블루스데이》 (2020년) - 노식 역
- 《결국,코끼리를 냉장고에 넣었다》 (2018년) - 셰프 역
- 《치통》 (2018년) - 최윤호 역
- 《아모르파티》 (2018년) - 정우연 역
- 《봄이 오기 전》 (2017년) - 해수 역
- 《천국》 (2017년) - 남자 역
- 《연애 못 하는 영화》 (2016년) - 일칠 역
- 《나비》 (2015년) - 철형 역
- 《아픈 청춘》 (2015년) - 남현 역
- 《지각》 (2015년) - 남자 역

### 드라마
- 《오징어게임2》(2024년, Netflix) - 43번 역
- 《우리, 집》(2024년, MBC) - 이찬 형사 역
- 《살인자ㅇ난감》(2023년, Netflix) - 강력2팀 막내 형사 역
- 《소방서 옆 경찰서 그리고 국과수》(2023년, SBS) - 믿음 택배 직원 역
- 《법쩐》(2023년, SBS) - 경찰1
- 《괴이》(2022년, TVING) - 공무원1
- 《Dr. 브레인》(2021년, Apple tv+) - 최대원 역
- 《바람이 분다》 (2019년, JTBC) - 이수철 역
- 《녹두꽃》 (2019년, SBS) - 오시영 역
- 《라이브 (드라마)》 (2018년, tvN) - 모방범 (의대생 강모군)
- 《나의 아저씨》 (2018년, tvN)
- 《세상에서 가장 아름다운 이별》 (2017년, tvN)

### 연극
- 《죽살》 (2024년) - 최지호 역
- 《놓을 수 없는 손》 (2023년) - 최형사 역
- 《그때,변홍례》 (2018년) - 형사 역
- 《심문go》 (2016년) - 감독관 역
- 《외투》 (2015년) - 멀티 역
- 《연애의 목적》 (2015년) - 천국 역
- 《소중한 나의 이야기》 (2014년) - 봉구 역
- 《로미오와 줄리엣》 (2014년) - 머큐시오 역

## 수상 및 후보
| 연도 | 시상식                        | 부문                  | 작품 | 결과 |
| ---- | ----------------------------- | --------------------- | ---- | ---- |
| 2021 | 제11회 충무로 단편.독립영화제 | 비경쟁부문 남자연기상 | 치통 | 수상 |

## 뮤직 비디오
| 연도 | 가수 | 노래                             | 비고         |
| ---- | ---- | -------------------------------- | ------------ |
| 2017 | TAEX | 어딜 가든 나쁜 사람들은 있잖아요 | 유니버셜뮤직 |